# Pompiano
Pompiano é uma comuna italiana da região da Lombardia, província de Bréscia, com cerca de 3.382 habitantes. Estende-se por uma área de 15 km², tendo uma densidade populacional de 225 hab/km². Faz fronteira com Barbariga, Comezzano-Cizzago, Corzano, Orzinuovi, Orzivecchi.

## Demografia
| Variação demográfica do município entre 1861 e 2011                               |
|                                                                                   |
| Fonte: Istituto Nazionale di Statistica (ISTAT) - Elaboração gráfica da Wikipedia |